# Rekowo (Chmielno)
Rekowo (dodatkowa nazwa w j. kaszub. Rekòwò) – część wsi Chmielno w Polsce, położona w województwie pomorskim, w powiecie kartuskim, w gminie Chmielno, na terenie Kaszubskiego Parku Krajobrazowego, na szlaku wodnym "Kółko Raduńskie", nad jeziorem Rekowo, u podnóża Chochowatki. Wchodzi w skład sołectwa Chmielno.
W latach 1975–1998 Rekowo administracyjnie należało do województwa gdańskiego.